# Prix Ramon-Magsaysay
 (décembre 2017).
Le prix Ramon-Magsaysay est établi en avril 1957 par les administrateurs du Rockefeller Brothers Fund basé à New York. Créé conjointement avec le gouvernement philippin, le nom du prix commémore la vertu de Ramon Magsaysay, ancien président de l'archipel.
Le prix Ramon-Magsaysay est composé de six catégories et récompense des personnalités ayant fait preuve d'excellence en Asie. Il est souvent considéré comme le prix Nobel asiatique,,.

## Lauréats
Le pays correspond au pays où les personnalités ont été remarquées.

### Service gouvernemental
- 1958 - Jiang Menglin -  Taïwan
- 1959
  - Chintaman Dwarakanath Deshmukh -  Inde
  - Jose Aguilar -  Philippines
- 1961 - Raden Kodijat -  Indonésie
- 1962 - Francesca Reyes-Aquino -  Philippines
- 1963 - Akhtar Hameed Khan -  Pakistan
- 1964 - Yukiharu Miki -  Japon
- 1965 - Puey Ungpakorn -  Thaïlande
- 1966 - Fon Saengsingkaew -  Thaïlande
- 1967 - Keo Viphakone -  Laos
- 1968 - Lee Kwoh-ting -  Taïwan
- 1969 - Hsu Shih-chu -  Taïwan
- 1971 - Ali Sadikin -  Indonésie
- 1972 - Goh Keng Swee -  Singapour
- 1973 - Balachandra Sekhar -  Malaisie
- 1974 - Hiroshi Kuroki -  Japon
- 1975 - Mohammed Sufian -  Malaisie
- 1976 - Elsie Tu -  Hong Kong
- 1977 - Bejamin Galstaun -  Indonésie
- 1978 - Dato Shahrum bin Yub -  Malaisie
- 1979 - Raden Wasito -  Indonésie
- 1980 - Muhammed Alias -  Malaisie
- 1981 - Prawes Wasi -  Thaïlande
- 1982 - Arturo Alcaraz -  Philippines
- 1983 - Su Nan-cheng -  Taïwan
- 1984 - Ta-You Wu -  Taïwan
- 1985 - Tan Sri Noordin -  Malaisie
- 1986 - Aloysius Mboi et Nafsiah Mboi -  Indonésie
- 1987 - Haji Hanafiah -  Malaisie
- 1988 - Miriam Santiago -  Philippines
- 1989 - Zakiah Hanum -  Malaisie
- 1991 - Alfredo R.A. Bengzon -  Philippines
- 1992 - Chamlong Srimuang -  Thaïlande
- 1993 - Vo-Tong Xuan -  Viêt Nam
- 1994 - Kiran Bedi -  Inde
- 1995 - Morihiko Hiramatsu -  Japon
- 1996 - T. N. Seshan -  Inde
- 1997 - Anand Panyarachun -  Thaïlande
- 1998 - Syed Abidul Rizvi -  Pakistan
- 1999 - Tasneem Ahmed Siddiqui -  Pakistan
- 2000 - Jesse Robredo -  Philippines
- 2001 - Yuan Longping -  Chine
- 2002 - Hilario G. Davide, Jr. -  Philippines
- 2003 - James Michael Lyngdoh -  Inde
- 2004 - Haydee Yorac -  Philippines
- 2005 - Jon Ungphakorn[4] -  Thaïlande
- 2006 - Ek Sonn Chan -  Cambodge
- 2007 - Jovito R. Salonga -  Philippines
- 2008 - Grace Padaca -  Philippines
- 2009 - Pan Yue -  Chine
- 2010 - Fu Qiping -  Chine
- 2011
- 2012 - Syeda Rizwana Hasan -   Bangladesh

### Service public
- 1958 - Mary Rutnam -  Sri Lanka
- 1959
  - Joaquin Vilallonga -  Philippines
  - Tee Tee Luce -  Birmanie
- 1960 - Henry Holland et Ronald Holland -  Pakistan
- 1961 - Nilawan Pintong -  Thaïlande
- 1962 - Horace Kadoorie et Lawrence Kadoorie -  Hong Kong
- 1963 - Helen Kim -  Corée du Sud
- 1964 - Augustine Nguyen Lac Hoa -  Sud-Viêt Nam
- 1965 - Jayaprakash Narayan -  Inde
- 1966 - Kim Yong-ki -  Corée du Sud
- 1967 - Sithiporn Kridakara -  Thaïlande
- 1968 - Seiichi Tobata -  Japon
- 1969 - Kim Hyung-Seo -  Corée du Sud
- 1971 - Pedro Orata -  Philippines
- 1972 - Cecile Guidote, Gilopez Kabayao -  Philippines
- 1973 - Antonio Fortich, Benjamin Gaston -  Philippines
- 1974 - M. S. Subbulakshmi -  Inde
- 1975 - Phra Parnchand -  Thaïlande
- 1976 - Hermenegild Fernandez -  Sri Lanka
- 1977 - Fe del Mundo -  Philippines
- 1978 - Prateep Hata -  Thaïlande
- 1979 - Chang Kee-ryo -  Corée du Sud
- 1980 - Ohm Dae-sup -  Corée du Sud
- 1981 - Johanna Nasution -  Indonésie
- 1982 - Manibhai Desai -  Inde
- 1983 - Fua Hariphitak -  Thaïlande
- 1984 - Thongbai Thongpao[5] -  Thaïlande
- 1985 - Baba Amte -  Inde
- 1986 - Abdul Sattar Edhi et Bilquis Edhi -  Pakistan
- 1987 - Hans Jassin -  Indonésie
- 1988 - Masanobu Fukuoka -  Japon
- 1989 - Laksmhi Chand Jain -  Inde
- 1991 - Princess Maha Chakri Sirindhorn -  Thaïlande
- 1992 - Angel Alcala -  Philippines
- 1993 - Banoo Jehangir Coyaji -  Inde
- 1994 - Mechai Viravaidya -  Thaïlande
- 1995 - Asma Jahangir -  Pakistan
- 1996 - John Woong-Jin Oh - Korea
- 1997 - Mahesh Chandra Mehta -  Inde
- 1998 - Sophon Suphapong -  Thaïlande
- 1999 - Rosa Rosal -  Philippines
- 2000 - Liang Congjie -  Chine
- 2001 - Wu Qing -  Chine
- 2002 - Ruth Pfau -  Pakistan
- 2003 - Gao Yajolie -  Chine
- 2004 - Jiang Yanyong -  Chine
- 2005 - Teten Masduki -  Indonésie -  Inde
- 2006 - Park Won-soon -  Corée du Sud
- 2007 - Kim Sun-tae -  Corée du Sud
- 2008 - Center for Agriculture & Rural Development Mutually Reinforcing Institutions (CARD MRI) -  Philippines -  Thaïlande
- 2009	- Krisana Kraisintu[6] -   Thaïlande
- 2010 - Christopher Bernido et 	Ma. Victoria Carpio-Bernido -  Philippines
- 2011	- Husanain Juaini et Tri Mumpuni -  Indonésie
- 2012	- Yang Siang Koma -  Cambodge

### Leadership communautaire
- 1958 - Vinoba Bhave -  Inde
- 1959 - 14e dalaï-lama -  Tibet
- 1960 - Tunku Abdul Rahman -  Malaisie
- 1961 - Gus Borgeest -  Hong Kong
- 1962
  - Palayil Narayanan -  Malaisie
  - Koesna Poeradiredja -  Indonésie
- 1963 - Verghese Kurien, Dara Khurodi et Tribhuvandas Patel -  Inde
- 1964 - Pablo Tapia -  Philippines
- 1965 - Lim Kim San -  Singapour
- 1966 - Kamaladevi Chattopadhyay -  Inde
- 1967 - Razak Abdul -  Malaisie
- 1968 - Rosario Encarnacion et Silvino Encarnacion -  Philippines
- 1969 - Ahangamage Ariyaratne -  Sri Lanka
- 1971 - M.S. Swaminathan -  Inde
- 1972 - Hans Westenberg -  Indonésie
- 1973 - Krasae Chanawongse -  Thaïlande
- 1974 - Fusae Ichikawa -  Japon
- 1975 - Lee Tai-Young -  Corée du Sud
- 1976 - Toshikazu Wakatsuki -  Japon
- 1977 - Ela Bhatt -  Inde
- 1978 - Tahrunessa Abdullah -  Bangladesh
- 1979 - Mabelle Arole et Rajanikant Arole -  Inde
- 1980 - Fazle Hasan Abed -  Bangladesh
- 1981 - Pramod Karan Sethi -  Inde
- 1982 -  Chandi Prasad Bhatt -  Inde
- 1983 - Anton Soedjarwo -  Indonésie
- 1984 - Muhammad Yunus -  Bangladesh
- 1985 - Zafrullah Chowdhury -  Bangladesh
- 1986
  - John Vincent Daly -  Corée du Sud
  - Paul Jeong Gu Jei -  Corée du Sud
- 1987 - Aree Valyasevi -  Thaïlande
- 1988 - Mohammed Yeasin -  Bangladesh
- 1989 - Kim Im-soon -  Corée du Sud
- 1991 - Cheng Yen -  Taïwan
- 1992 - Shoaib Sultan Khan -  Pakistan
- 1993 - Abdurrahman Wadir -  Indonésie
- 1994
  - Sima Samar -  Pakistan
  - Fei Xiaotong -  Chine
- 1995 - Ho Ming-Teh -  Taïwan
- 1996 - Pandurang Shastri Athavale -  Inde
- 1997 - Eva Fidela Maamo -  Philippines
- 1998 - Nuon Phaly -  Cambodge
- 1999 - Angela Gomes -  Bangladesh
- 2000 - Aruna Roy -  Inde
- 2001 - Rajendra Singh -  Inde
- 2002 - Cynthia Maung -  Birmanie
- 2003 - Shantha Sinha -  Inde
- 2004 - Prayong Ronnarong -  Thaïlande
- 2005 - Sombath Somphone -  Laos
- 2006
  - Gawad Kalinga Community Development Foundation -  Philippines
  - Antonio Meloto -  Philippines
- 2007 - Mahabir Pun -  Népal
- 2008 - Prakash Amte et Mandakini Amte -  Inde
- 2009 - Deep Joshi -  Inde
- 2010 - A.H.M. Noman Khan - 	  Bangladesh
- 2011
- 2012 - Kulendei Francis -  Inde
- 2016 Bezawada Wilson -  Inde

### Journalisme, littérature et arts de la communication créative
- 1958
  - Robert Dick -  Philippines
  - Mochtar Lubis -  Indonésie
- 1959
  - Tarzie Vittachi -  Sri Lanka
  - Edward Michael Law-Yone -  Birmanie
- 1961 - Amitabha Chowdhury -  Inde
- 1962 - Chang Chun-ha -  Corée du Sud
- 1964
  - Richard Wilson -  Hong Kong
  - Kayser Sung -  Hong Kong
- 1965 - Akira Kurosawa -  Japon
- 1967 - Satyajit Ray -  Inde
- 1968 - Ton That Thien -  Viêt Nam
- 1969 - Mitoji Nishimoto -  Japon
- 1971 - Prayoon Chanyavongs -  Thaïlande
- 1972 - Yasuji Hanamori -  Japon
- 1973 - Michiko Ishimure -  Japon
- 1974 - Zacarias Sarian -  Philippines
- 1975 - Boobli George Verghese -  Inde
- 1976 - Sombhu Mitra -  Inde
- 1977 - Mahesh Chandra Regmi -  Népal
- 1978 - Yoon Suk-joong -  Corée du Sud
- 1979 - Lokukamkanamge Manjusri -  Sri Lanka
- 1980 - Francisco Sionil José -  Philippines
- 1981 - Gour Kishore Ghosh -  Inde
- 1982 - Arun Shourie -  Inde
- 1983 - Marcelline Jayakody -  Sri Lanka
- 1984 - R. K. Laxman -  Inde
- 1985 - Lino Brocka -   Philippines
- 1986 - Radio Veritas -  Philippines
- 1987 - Diane Ying -  Taïwan
- 1988 - Ediriweera Sarachchandra -  Sri Lanka
- 1989 - James B. Reuter -  Philippines
- 1991 - K.V. Subbanna -  Inde
- 1992 - Ravi Shankar -  Inde
- 1993 - Bienvenido Lumbera -  Philippines
- 1994 - Abdul Samad Ismail -  Malaisie
- 1995 - Pramoedya Ananta Toer -  Indonésie
- 1996 - Nick Joaquin -  Philippines
- 1997 - Mahasweta Devi -  Inde
- 1998 - Ruocheng Ying -  Chine
- 1999
  - Raul Locsin -  Philippines
  - Lin Hwai-Min -  Taïwan
- 2000 - Atmakusumah Astraatmadja -  Indonésie
- 2001 - Wannakuwatta Amaradeva -  Sri Lanka
- 2002 - Bharat Koirala -  Népal
- 2003 - Sheila Coronel -  Philippines
- 2004 - Abdullah Abu Sayeed -  Bangladesh
- 2005 - Matiur Rahman -  Bangladesh
- 2006 - Eugenia Duran Apostol -  Philippines
- 2007 - P. Sainath -  Inde
- 2008 - Akio Ishii -  Japon
- 2009 - Ma Jun -  Chine
- 2010 - Huo Daishan -  Chine
- 2011
- 2012 - Romulo Davide -  Philippines
- 2015 - Ligaya Fernando-Amilbangsa -  Philippines

### Paix et compréhension internationale
- 1958 - Operation Brotherhood -  Philippines
- 1960 - Y. C. James Yen -  Taïwan
- 1961 - Genevieve Caulfield -  Thaïlande
- 1962 - Mère Teresa -  Inde
- 1963 - Corps de la Paix en Asie
- 1964 - Welthy Fisher -  Inde
- 1965 - Bayanihan Folk Arts Center et ses entités associées -  Philippines
- 1966 - Committee for Coordination of Investigations of the Lower Mekong Basin et ses entités associées -  Cambodge -  Laos -  Thaïlande -  Viêt Nam
- 1967 - Shiroshi Nasu -  Japon
- 1968 - Cooperative for American Relief Everywhere (CARE) -  Philippines
- 1969 - Institut international de recherche sur le riz (IRRI) -  Philippines
- 1971 - Saburo Okita -  Japon
- 1973 - Summer Institute of Linguistics -  Philippines
- 1974 - William Masterson -  Philippines
- 1975 - Patrick James McGlinchey -  Corée du Sud
- 1976 - Henning Holck-Larsen -  Inde
- 1977 - Collège d'agriculture de l'université des Philippines à Los Baños (UPLB) -  Philippines
- 1978 - Soedjatmoko -  Indonésie
- 1979 - Association des nations de l'Asie du Sud-Est (ASEAN)
- 1980 - Shigeharu Matsumoto -  Japon
- 1981 - Augustine Joung Kang -  Corée du Sud
- 1983 - Aloysius Schwartz -  Corée du Sud
- 1984 - Jiro Kawakita -  Japon
- 1985 - Harold Ray Watson -  Philippines
- 1986 - International Institute of Rural Reconstruction -  Philippines
- 1987 - Richard William Timm -  Bangladesh
- 1988 - The Royal Project -  Thaïlande
- 1989 - Asian Institute of Technology -  Thaïlande
- 1991 - Press Foundation of Asia -  Philippines
- 1992 - Washington SyCip -  Philippines
- 1993 - Noboru Iwamura -  Japon
- 1994 - Eduardo Jorge Anzorena -  Japon
- 1995 - Asian Institute of Management -  Philippines
- 1996 - Toshihiro Takami -  Japon
- 1997 - Sadako Ogata -  Japon
- 1998 - Corazon Aquino -  Philippines
- 2000 - Jockin Arputham -  Inde
- 2001 - Ikuo Hirayama -  Japon
- 2002 - Pomnyun Sunim -  Corée du Sud
- 2003
  - Tetsu Nakamura -  Japon
  - Seiei Toyoma -  Japon
- 2004
  - Laxminarayan Ramdas -  Inde
  - Ibn Abdur Rehman -  Pakistan
- 2006 - Sanduk Ruit -  Népal
- 2007 - Tang Xiyang -  Chine
- 2008 - Ahmad Syafii Maarif -  Indonésie
- 2009	- Yu Xiaogang -  Chine
- 2010 - Tadatoshi Akiba -  Japon
- 2011 - Koul Panha -  Cambodge
- 2012	- Chen Shu-chu -  Taïwan

### Leadership émergent
- 2001
  - Oung Chanthol -  Cambodge
  - Dita Indah Sari -  Indonésie
- 2002 -  Sandeep Pandey -  Inde
- 2003 -  Aniceto Guterres Lopes -  Timor oriental
- 2004 -  Benjamin Abadiano -  Philippines
- 2005 -  Yoon Hye-Ran -  Corée du Sud
- 2006  - Arvind Kejriwal -  Inde
- 2007
  - Chen Guangcheng [7] -  Chine
  - Chung To -  Chine
- 2008 - Ananda Galappatti -  Sri Lanka
- 2009	- Ka Hsaw Wa -  Birmanie
- 2010
- 2011	- Nileema Mishra, Harish Hande et Koul Panha -  Inde et  Cambodge
- 2012 - Ruwindrijarto - Indonésie
- 2013 - 
  - Corruption Eradication Commission - Indonésie
  - Ernesto Domingo - Philippines
- 2014 - Randy Halasan - Philippines
- 2015 - Sanjiv Chaturvedi - Inde
- 2016 - Thodur Madabusi Krishna - Inde
- 2022 - Gary Bencheghib - Indonésie (Bali)